# Drapeau de l'île Norfolk
Le drapeau de l'Île Norfolk, territoire autogouverné associé à l’Australie, a été adopté le 17 janvier 1980 en remplacement du drapeau de l'Australie. Parmi les autres territoires extérieurs, seule l'île Christmas possède également son propre drapeau.
Il est composé de trois bandes verticales dont les proportions sont 7:9:7. Les deux bandes situées aux extrémités sont de couleur verte (PMS 356).
Au milieu, un Pin de Norfolk (Araucaria heterophylla) est représenté sur un fond blanc. C'est le symbole de la flore endémique de l'île.
Le drapeau peut être hissé sur tous les bâtiments publics et officiels de l'administration. Un membre exécutif peut également autoriser une personne ou une autorité à utiliser le drapeau par un mandat signé. Si une personne outrepasse à ces conditions, il devra s'acquitter d'une pénalité de 50 unités.